# الاکاکایا
آلاجاکایا (به لاتین: Alacakaya) یک سکونتگاه مسکونی در ترکیه است که در استان الازیغ واقع شده‌است.

## خصوصیات
الاکاکایا ۱٬۱۵۰ متر بالاتر از سطح دریا واقع شده‌است.